# Como Calcio 1977-1978
Questa voce raccoglie le informazioni riguardanti il Como Calcio nelle competizioni ufficiali della stagione 1977-1978.

## Stagione
In questa stagione amara per i colori azzurri, la salvezza è stata una chimera. Tre allenatori in stagione non sono bastati per mantenere il Como in Serie B. Una stagione iniziata con il retaggio delle tre giornate di squalifica del Sinigaglia, due scontata nelle partite interne della Coppa Italia e una scontata in campionato. Una stagione disputata sempre sull'orlo del baratro, terz'ultimo al termine del girone di andata con 15 punti, penultimo al termine del torneo con 31 punti.
Nella Coppa Italia il Como disputa prima del campionato il quinto girone di qualificazione, vinto dall'Inter, che nel seguito della manifestazione vincerà il trofeo.

## Rosa
| N. |                   | Ruolo | Calciatore             |
| -- | ----------------- | ----- | ---------------------- |
|    | Italia (bandiera) | P     | Villiam Vecchi         |
|    | Italia (bandiera) | P     | Pasquale Fiore         |
|    | Italia (bandiera) | P     | Enrico Lattuada        |
|    | Italia (bandiera) | D     | Silvano Fontolan       |
|    | Italia (bandiera) | D     | Vincenzo Leccese       |
|    | Italia (bandiera) | C     | Giancarlo Centi        |
|    | Italia (bandiera) | D     | Gian Pietro Martinelli |
|    | Italia (bandiera) | D     | Maurizio Gabbana       |
|    | Italia (bandiera) | D     | Roberto Melgrati       |
|    | Italia (bandiera) | D     | Franco Pancheri        |
|    | Italia (bandiera) | D     | Roberto Vichi          |
|    | Italia (bandiera) | D     | Pietro Vierchowod      |
|    | Italia (bandiera) | D     | Paolo Zanoli           |
|    | Italia (bandiera) | C     | Claudio Correnti       |

| N. |                   | Ruolo | Calciatore          |
| -- | ----------------- | ----- | ------------------- |
|    | Italia (bandiera) | C     | Emilio Frigerio     |
|    | Italia (bandiera) | C     | Giorgio Garbarini   |
|    | Italia (bandiera) | C     | Mario Guidetti      |
|    | Italia (bandiera) | C     | Gianfranco Matteoli |
|    | Italia (bandiera) | C     | Aldo Raimondi       |
|    | Italia (bandiera) | C     | Carlo Trevisanello  |
|    | Italia (bandiera) | C     | Domenico Volpati    |
|    | Italia (bandiera) | C     | Tiziano Zorzetto    |
|    | Italia (bandiera) | A     | Antonio Bonaldi     |
|    | Italia (bandiera) | A     | Ezio Cavagnetto     |
|    | Italia (bandiera) | A     | Loris Ghidoni       |
|    | Italia (bandiera) | A     | Pasquale Iachini    |
|    | Italia (bandiera) | A     | Marco Nicoletti     |
|    | Italia (bandiera) | A     | Enrico Todesco      |

## Risultati

### Serie B

#### Girone di andata
| Arbitro: | Mattei (Macerata) |

|                  |           |                |
| Trevisanello 81’ | Marcatori | 20’ Lorenzetti |

| Pistoia 18 settembre 1977 2ª giornata | Pistoiese       | 0 – 0 referto | Como | Stadio Comunale\| Arbitro: \| Schena (Foggia) \| |
| Arbitro:                              | Schena (Foggia) |               |      |                                                  |

| Como 25 settembre 1977 3ª giornata | Como               | 0 – 0 referto | Bari | Stadio Giuseppe Sinigaglia\| Arbitro: \| Reggiani (Bologna) \| |
| Arbitro:                           | Reggiani (Bologna) |               |      |                                                                |

| Arbitro: | Pieri (Genova) |

|              |           |  |
| Podavini 23’ | Marcatori |  |

| Arbitro: | Prati (Parma) |

|  |           |           |
|  | Marcatori | 60’ Piras |

| Arbitro: | Falasca (Chieti) |

|  |           |                  |
|  | Marcatori | 53’ Trevisanello |

| Como 23 ottobre 1977 7ª giornata | Como             | 0 – 0 referto | Monza | Stadio Giuseppe Sinigaglia\| Arbitro: \| Paparesta (Bari) \| |
| Arbitro:                         | Paparesta (Bari) |               |       |                                                              |

| Arbitro: | Trinchieri (Reggio Emilia) |

|                            |           |  |
| Selvaggi 21’, 87’ Gori 64’ | Marcatori |  |

| Arbitro: | Lapi (Firenze) |

|               |           |                                |
| Nicoletti 20’ | Marcatori | 82’ Perico 83’ (aut.) Fontolan |

| Avellino 13 novembre 1977, ore 15.00 10ª giornata | Avellino | 0 – 0 | Como | Stadio Partenio |

| Arbitro: | Longhi (Roma) |

|                |           |  |
| Martinelli 83’ | Marcatori |  |

| Arbitro: | Redini (Pisa) |

|                |           |  |
| Conte 26’, 58’ | Marcatori |  |

| Arbitro: | Falasca (Chieti) |

|  |           |            |
|  | Marcatori | 68’ Caccia |

| Arbitro: | Tani (Livorno) |

|                         |           |                              |
| Chimenti 1’, 89’ (rig.) | Marcatori | 37’ Bonaldi 79’ Trevisanello |

| Varese 18 dicembre 1977 15ª giornata | Varese          | 0 – 0 referto | Como | Stadio Franco Ossola\| Arbitro: \| Mascia (Milano) \| |
| Arbitro:                             | Mascia (Milano) |               |      |                                                       |

| Arbitro: | Terpin (Trieste) |

|                         |           |            |
| Todesco 30’ Bonaldi 34’ | Marcatori | 80’ Sironi |

| Arbitro: | Mattei (Macerata) |

|             |           |                |
| Bonaldi 58’ | Marcatori | 55’ Bellinazzi |

| Cesena 15 gennaio 1978 18ª giornata | Cesena            | 0 – 0 referto | Como | Stadio La Fiorita\| Arbitro: \| Patrussi (Arezzo) \| |
| Arbitro:                            | Patrussi (Arezzo) |               |      |                                                      |

| Arbitro: | Bergamo (Livorno) |

|             |           |                               |
| Bonaldi 90’ | Marcatori | 23’ Rossi 81’ (rig.) Arbitrio |

#### Girone di ritorno
| Arbitro: | Schena (Foggia) |

|              |           |  |
| Crepaldi 21’ | Marcatori |  |

| Arbitro: | Longhi (Roma) |

|                |           |  |
| Cavagnetto 67’ | Marcatori |  |

| Arbitro: | Ciulli (Roma) |

|                                     |           |               |
| Scarrone 6’ (rig.) Centi 83’ (aut.) | Marcatori | 65’ Nicoletti |

| Arbitro: | Milan (Treviso) |

|               |           |  |
| Nicoletti 71’ | Marcatori |  |

| Arbitro: | Lops (Torino) |

|                                   |           |                       |
| Magherini 34’ Casagrande 42’, 84’ | Marcatori | 65’ (rig.) Cavagnetto |

| Arbitro: | Ciacci (Firenze) |

|                |           |                       |
| Cavagnetto 31’ | Marcatori | 65’ (rig.) Montenegro |

| Arbitro: | Terpin (Trieste) |

|           |           |  |
| Gorin 64’ | Marcatori |  |

| Como 26 marzo 1978 27ª giornata | Como             | 0 – 0 referto | Taranto | Stadio Giuseppe Sinigaglia\| Arbitro: \| Benedetti (Roma) \| |
| Arbitro:                        | Benedetti (Roma) |               |         |                                                              |

| Arbitro: | Paparesta (Bari) |

|                 |           |  |
| Moro 60’ (rig.) | Marcatori |  |

| Arbitro: | Menegali (Roma) |

|                        |           |         |
| Bonaldi 5’ Todesco 45’ | Marcatori | 8’ Piga |

| Arbitro: | Lo Bello (Siracusa) |

|                     |           |                  |
| Fontolan 48’ (aut.) | Marcatori | 20’ Trevisanello |

| Arbitro: | Menicucci (Firenze) |

|             |           |              |
| Todesco 65’ | Marcatori | 32’ Chimenti |

| Terni 30 aprile 1978 32ª giornata | Ternana          | 0 – 0 referto | Como | Stadio Libero Liberati\| Arbitro: \| Lanese (Messina) \| |
| Arbitro:                          | Lanese (Messina) |               |      |                                                          |

| Arbitro: | Reggiani (Bologna) |

|  |           |                |
|  | Marcatori | 60’, 74’ Giani |

| Arbitro: | Milan (Treviso) |

|                                |           |                 |
| Cavagnetto 3’ Trevisanello 75’ | Marcatori | 53’ Criscimanni |

| Arbitro: | Serafino (Roma) |

|                                                 |           |  |
| Finardi 7’ (rig.) Marocchino 37’ De Giorgis 88’ | Marcatori |  |

| Arbitro: | Terpin (Trieste) |

|  |           |                                      |
|  | Marcatori | 33’ Trevisanello 39’, 80’ Cavagnetto |

| Arbitro: | Barbaresco (Cormons) |

|              |           |              |
| Correnti 78’ | Marcatori | 89’ De Falco |

| Arbitro: | Lo Bello (Siracusa) |

|            |           |  |
| Palanca 3’ | Marcatori |  |

### Coppa Italia

#### Primo turno
| Arbitro: | Ciulli (Roma) |

|  |           |                          |
|  | Marcatori | 61’ Altobelli 64’ Oriali |

| Bergamo 24 agosto 1977 2ª giornata | Atalanta        | 0 – 0 | Como | Stadio Comunale\| Arbitro: \| Mascia (Milano) \| |
| Arbitro:                           | Mascia (Milano) |       |      |                                                  |

| Arbitro: | Castaldi (Vasto) |

|           |           |  |
| Motta 47’ | Marcatori |  |

| Arbitro: | Barbaresco (Cormons) |

|              |           |                           |
| Guidetti 31’ | Marcatori | 16’ Anzivino 86’ Pasinato |

## Statistiche

### Statistiche di squadra
| Competizione | Punti | In casa | In casa | In casa | In casa | In casa | In casa | In trasferta | In trasferta | In trasferta | In trasferta | In trasferta | In trasferta | Totale | Totale | Totale | Totale | Totale | Totale | DR  |
| Competizione | Punti | G       | V       | N       | P       | Gf      | Gs      | G            | V            | N            | P            | Gf           | Gs           | G      | V      | N      | P      | Gf     | Gs     | DR  |
| ------------ | ----- | ------- | ------- | ------- | ------- | ------- | ------- | ------------ | ------------ | ------------ | ------------ | ------------ | ------------ | ------ | ------ | ------ | ------ | ------ | ------ | --- |
| Serie B      | 31    | 19      | 6       | 8       | 5       | 16      | 16      | 19           | 2            | 7            | 10           | 9            | 21           | 38     | 8      | 15     | 15     | 25     | 37     | -12 |
| Coppa Italia | 1     | 2       | 0       | 0       | 2       | 1       | 4       | 2            | 0            | 1            | 1            | 0            | 1            | 4      | 0      | 1      | 3      | 1      | 5      | -4  |
| Totale       |       | 21      | 6       | 8       | 7       | 17      | 20      | 21           | 2            | 8            | 11           | 9            | 22           | 42     | 8      | 16     | 18     | 26     | 42     | -16 |

### Statistiche dei giocatori
| Giocatore       | Serie B  | Serie B | Serie B     | Serie B    | Coppa Italia | Coppa Italia | Coppa Italia | Coppa Italia | Totale   | Totale | Totale      | Totale     |
| Giocatore       | Presenze | Reti    | Ammonizioni | Espulsioni | Presenze     | Reti         | Ammonizioni  | Espulsioni   | Presenze | Reti   | Ammonizioni | Espulsioni |
| --------------- | -------- | ------- | ----------- | ---------- | ------------ | ------------ | ------------ | ------------ | -------- | ------ | ----------- | ---------- |
| A. Bonaldi      | 33       | 5       | ?           | ?          | 1            | 0            | ?            | ?            | 34       | 5      | ?           | ?          |
| E. Cavagnetto   | 16       | 6       | ?           | ?          | 1            | 0            | ?            | ?            | 17       | 6      | ?           | ?          |
| G. Conti        | 13       | 0       | ?           | ?          | -            | -            | -            | -            | 13       | 0      | 0+          | 0+         |
| C. Correnti     | 28       | 1       | ?           | ?          | -            | -            | -            | -            | 28       | 1      | 0+          | 0+         |
| S. Eberini      | -        | -       | -           | -          | 1            | -2           | ?            | ?            | 1        | -2     | 0+          | 0+         |
| P. Fiore        | 3        | -5      | ?           | ?          | -            | -            | -            | -            | 3        | -5     | 0+          | 0+         |
| S. Fontolan     | 17       | 0       | ?           | ?          | -            | -            | -            | -            | 17       | 0      | 0+          | 0+         |
| E. Frigerio     | 5        | 0       | ?           | ?          | 3            | 0            | ?            | ?            | 8        | 0      | ?           | ?          |
| M. Gabbana      | 4        | 0       | ?           | ?          | 3            | 0            | ?            | ?            | 7        | 0      | ?           | ?          |
| G. Garbarini    | 25       | 0       | ?           | ?          | -            | -            | -            | -            | 25       | 0      | 0+          | 0+         |
| L. Ghidoni      | 1        | 0       | ?           | ?          | 2            | 0            | ?            | ?            | 3        | 0      | ?           | ?          |
| M. Guidetti     | 5        | 0       | ?           | ?          | 4            | 1            | ?            | ?            | 9        | 1      | ?           | ?          |
| P. Iachini      | 23       | 0       | ?           | ?          | 3            | 0            | ?            | ?            | 26       | 0      | ?           | ?          |
| E. Lattuada     | 14       | -12     | ?           | ?          | -            | -            | -            | -            | 14       | -12    | 0+          | 0+         |
| V. Leccese      | 10       | 0       | ?           | ?          | 2            | 0            | ?            | ?            | 12       | 0      | ?           | ?          |
| G. Martinelli   | 27       | 1       | ?           | ?          | 3            | 0            | ?            | ?            | 30       | 1      | ?           | ?          |
| G. Matteoli     | 2        | 0       | ?           | ?          | -            | -            | -            | -            | 2        | 0      | 0+          | 0+         |
| R. Melgrati     | 27       | 0       | ?           | ?          | 4            | 0            | ?            | ?            | 31       | 0      | ?           | ?          |
| M. Nicoletti    | 14       | 3       | ?           | ?          | -            | -            | -            | -            | 14       | 3      | 0+          | 0+         |
| F. Pancheri     | 13       | 0       | ?           | ?          | -            | -            | -            | -            | 13       | 0      | 0+          | 0+         |
| A. Raimondi     | 21       | 0       | ?           | ?          | 4            | 0            | ?            | ?            | 25       | 0      | ?           | ?          |
| L. Seno         | -        | -       | -           | -          | 2            | 0            | ?            | ?            | 2        | 0      | 0+          | 0+         |
| E. Todesco      | 19       | 3       | ?           | ?          | -            | -            | -            | -            | 19       | 3      | 0+          | 0+         |
| C. Trevisanello | 34       | 6       | ?           | ?          | 4            | 0            | ?            | ?            | 38       | 6      | ?           | ?          |
| W. Vecchi       | 21       | -20     | ?           | ?          | 3            | -3           | ?            | ?            | 24       | -23    | ?           | ?          |
| R. Vichi        | 3        | 0       | ?           | ?          | 3            | 0            | ?            | ?            | 6        | 0      | ?           | ?          |
| P. Vierchowod   | 15       | 0       | ?           | ?          | -            | -            | -            | -            | 15       | 0      | 0+          | 0+         |
| D. Volpati      | 33       | 0       | ?           | ?          | 3            | 0            | ?            | ?            | 36       | 0      | ?           | ?          |
| P. Zanoli       | 13       | 0       | ?           | ?          | 2            | 0            | ?            | ?            | 15       | 0      | ?           | ?          |
| T. Zorzetto     | 13       | 0       | ?           | ?          | 3            | 0            | ?            | ?            | 16       | 0      | ?           | ?          |